# アダマ・クリバリ
アダマ・クリバリ（Adama Coulibaly , 1980年9月10日 - ）は、マリ・バマコ出身の同国代表サッカー選手。現在は無所属。ポジションはディフェンダー。

## 経歴

### クラブ

#### RCランス
16歳の時に故郷のジョリバACでキャリアを始め、1999年にフランスへ渡りRCランスと契約。ヴィトリーノ・イウトンとコンビを組み不動のレギュラーを務めていき、2006年には友人でもあるセイドゥ・ケイタに代わり副主将に任命された。また、翌年にイングランドへの移籍が噂されたが、ちょうどフランシス・ジロ監督辞任後に契約を2011年まで延長した。
10シーズンと長期に渡り所属していたが、2007-08シーズンにリーグ・ドゥへ降格したため、2008年6月にAJオセールへ200万ユーロで移籍した。

#### オセール
オセール移籍後すぐにポジションを掴むと、加入2年目の2009-10シーズンにリーグ最少失点となる29を記録し、UEFAチャンピオンズリーグ 2010-11プレイオフ出場権獲得に貢献。その活躍から2010年12月24日に2年契約延長した。また、翌シーズンは全試合スタメン出場を果たし、2011年1月7日に再び契約を延長するなど順調だったが、2011年10月26日のクープ・ドゥ・ラ・リーグ ベスト16 SMカーン戦で負傷した際に右足の第5中足骨を複雑骨折をした。当初は全治8週間と診断されたが、年明け以降も回復せず、1月の診断で4月の終わりまで復帰することが出来なくなった。最終的にシーズン中に復帰は果たせず、チーム最下位で終わり32年ぶりに2部へ降格した。

### 代表
ユース時代はセイドゥ・ケイタ等と共に1997 FIFA U-17世界選手権,1999 FIFAワールドユース選手権に出場。
2001年5月4日のガーナ戦でA代表デビューを果たし、2002年, 2004年, 2008年, 2013年のアフリカネイションズカップのメンバーに選出された。また、2010年にも選出されたが、その後に負傷したことで辞退している。

## 所属クラブ
- ジョリバAC 1998-1999
- RCランス 1999-2008
- AJオセール 2008-2014
- AJオセール B 2013
- ヴァランシエンヌFC 2014-2015
- ヴァランシエンヌFC B 2015